# مات غرين (ملحن)
مات غرين (بالإنجليزية: Matt Green)‏ هو ملحن ومنتج أسطوانات أمريكي، ولد في 27 مارس 1967.

## وصلات خارجية
- مات غرين على موقع ميوزك برينز (الإنجليزية)
- مات غرين على موقع ديسكوغز (الإنجليزية)